# Krakovo (Ljubljana)

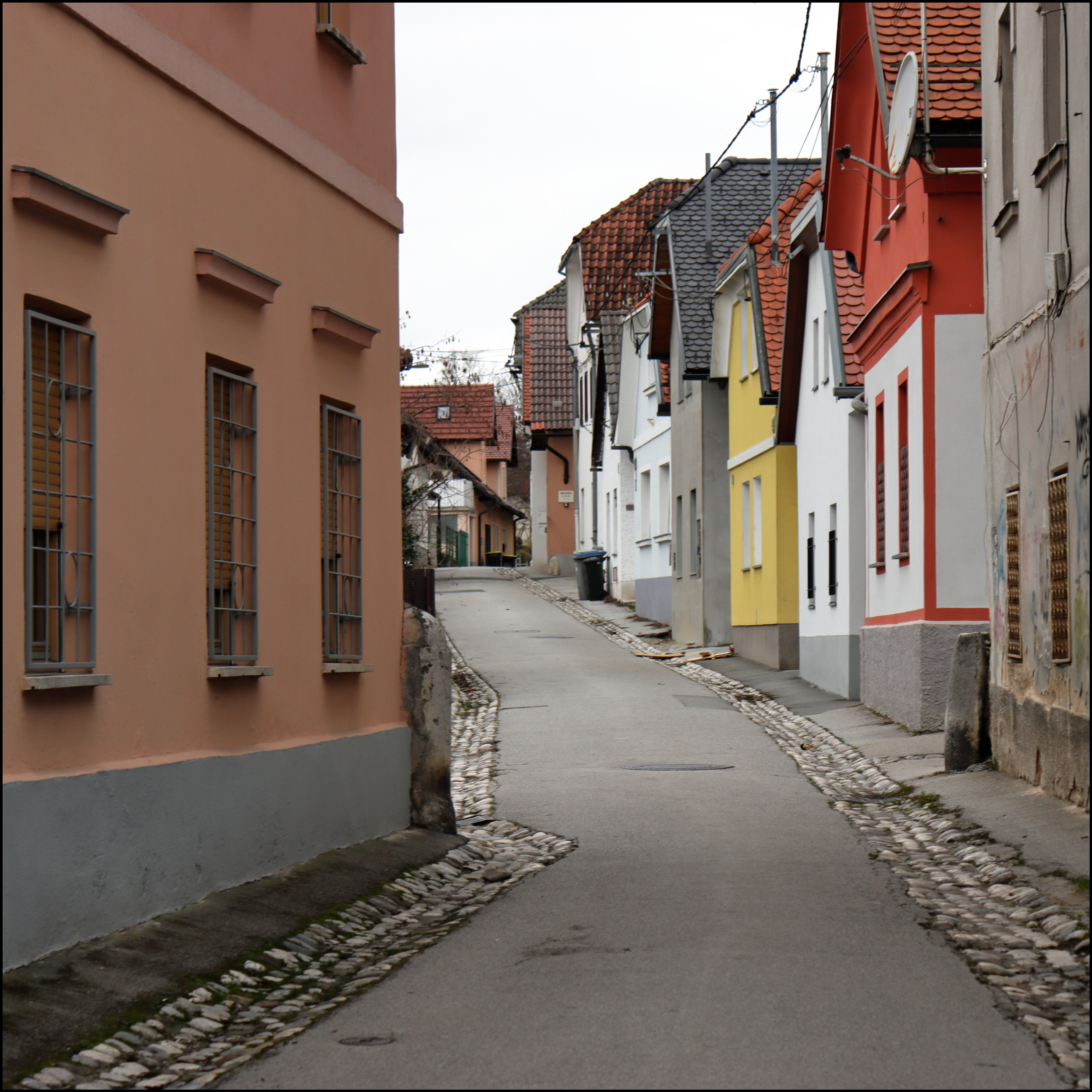
Krakovska ulica

Krakovo (deutsch: Krakauer Vorstadt) ist die Bezeichnung für den Stadtteil Krakovo am nordöstlichen Ende des Stadtbezirks Trnovo in Ljubljana, der Hauptstadt Sloweniens.

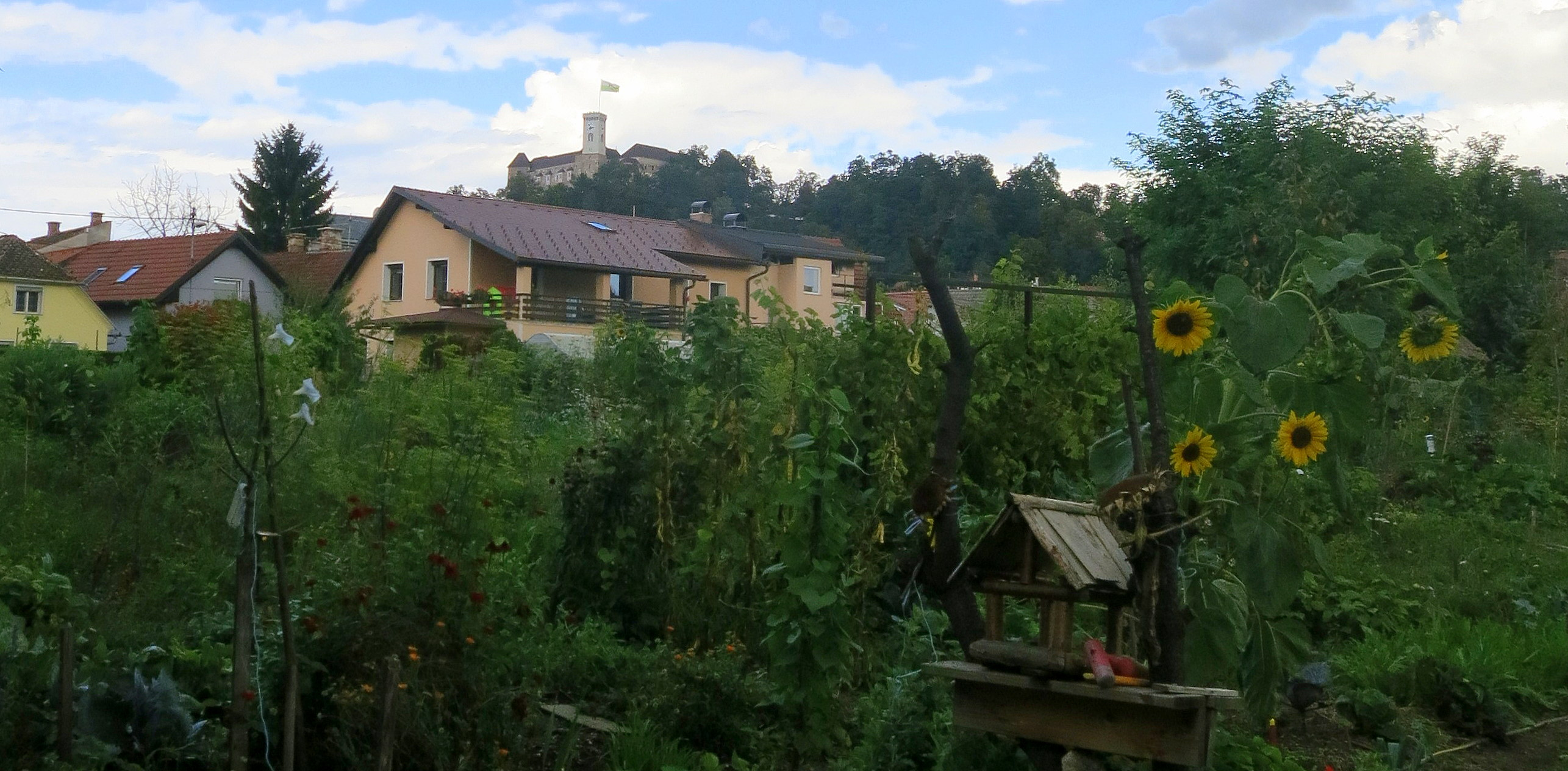
Gärten in Krakovo

## Beschreibung
Der Stadtteil zeichnet sich durch niedrige Häuser aus, die rechtwinklig zu den alten Straßen Recna, Kladezna und Krakovska ausgerichtet sind. Sie sind ein Relikt der mittelalterlichen Siedlung außerhalb der Mauern von Ljubljana und haben bis heute ihren dörflichen Charakter bewahrt. Früher waren die Anwohner hauptsächlich Fischer, weshalb es in dieser Gegend keine großen landwirtschaftlichen Gebäude gibt.
Heute ist Krakovo vor allem für seine Gärten bekannt, Die Damen von Trnovo (genannt „Trnovcanke“), setzen eine jahrhundertelange Tradition des Verkaufens ihrer Produkte auf dem Markt von Ljubljana fort.

## Lage
Krakovo liegt am Westufer der Ljubljanica, grenzt direkt an die Altstadt Ljubljanas sowie den Stadtteil Mirje und gehörte einst der Kommende Laibach des Deutschen Ordens. Der Stadtteil wird im Norden begrenzt durch die Zoisova cesta (Zoisstraße), im Westen durch die Emonastraße (Emonska cesta), im Süden durch die Gradaščica und im Osten durch den Krakovski nasip (Krakauer Damm) an der Ljubljanica. Die Emonastraße führt zur Trnovo-Brücke und -Kirche. Der Vorgänger dieser Brücke war einst die einzige Landverbindung zwischen Trnovo und dem Stadtzentrum.

## Straßen
Folgende Straßen findet man in dem Stadtviertel:
- Emonska cesta
- Gradaška ulica
- Kladezna ulica
- Krakovska ulica
- Krakovski nasip
- Rečna ulica
- Vrtna ulica

## Gebäude und Sehenswürdigkeiten
- Gradaščica
- Hradecky-Brücke
- Trnovo-Brücke
- Hahnensteg (slow. Petelinji most, Petelinja brv, Petelinov most)[7]